# Garuda Linux
Garuda Linux és una distribució Linux basada en Arch. És senzilla d'emprar, està optimitzada per al joc, per a ser ràpida i per defecte ve amb un tema fosc que la caracteritza. Compta amb Calamares i per això és de fàcil instal·lació; un model d'actualització contínua que fa servir Pacman com a gestor de paquets; és de manteniment senzill i està disponible en una àmplia gamma d'entorns d'escriptori Linux. Seguint la filosofia Arch, no disposa de programari preinstal·lat, però permet seguir un fàcil assistent per a descarregar les aplicacions més populars. Algunes característiques i personalitzacions no la fan òptima per a l'usuari novell a Linux. Tampoc és idònia per a maquinari antic.
El terme Garuda, que prové de l'hinduisme, fa referència al rei dels ocells i el muntatge del vehicle de Vixnu.